# Антоновское муниципальное образование (Саратовская область)
Антоновское муниципальное образование — сельское поселение в Ершовском районе Саратовской области Российской Федерации.
Административный центр — село Антоновка.

## История
Статус и границы сельского поселения установлены Законом Саратовской области от 27 декабря 2004 года № 82-ЗСО «О муниципальных образованиях, входящих в состав Ершовского муниципального района»

## Население
| 2010  | 2011  | 2012  | 2013  | 2014  | 2015  | 2016  |
| ----- | ----- | ----- | ----- | ----- | ----- | ----- |
| 1352  | ↘1346 | ↘1295 | ↘1261 | ↘1238 | ↘1164 | ↘1123 |
| 2017  | 2018  | 2019  | 2020  | 2021  |       |       |
| ↘1109 | ↘1094 | ↘1065 | ↘1047 | ↘942  |       |       |

## Состав сельского поселения
| № | Населённый пункт | Тип населённого пункта       | Население |
| - | ---------------- | ---------------------------- | --------- |
| 1 | Антоновка        | село, административный центр | ↘606      |
| 2 | Октябрьский      | посёлок                      | 31        |
| 3 | Семёно-Полтавка  | село                         | ↘330      |
| 4 | Южный            | посёлок                      | ↘385      |